# 水野致顕
水野 致顕（みずの むねあき、生没年不詳）は南北朝時代の武将。尾張国山田郡水野郷（愛知県瀬戸市）・志段味郷（名古屋市守山区）を拠点とした豪族である桓武平氏高望王流水野氏の総領。水野致氏の子。子に致重・致高がある。致秋（むねあき）とも。

## 生涯
父・致氏の死後、致顕が幼少のため、叔父の致国が総領として後見したとされるが、やがて水野氏の主導権をめぐって致国と争う。観応の擾乱が起こると致国が足利尊氏方に属したのに対して、致顕は足利直義方に属し、観応元年（1350年）、直義方の今川朝氏に従って黒田宿の合戦に参戦し、同年、美濃・青野ヶ原の合戦に参戦し、高師直軍と戦う。
観応2年（1351年）、直義に従って関東に移る。文和元年（1352年）2月に直義が没すると、翌閏2月には南朝方の新田義興に従って、武蔵・相模において尊氏軍と戦う。同年5月、義興より上総国須賀行内細草郷・武蔵国足立郡花俣郷が与えられた。同年6月、左衛門尉に推挙された。
一連の武蔵野合戦の後、関東における南朝方の挙兵が鎮圧されて以降の消息は不明であるが、最終的には水野郷に帰還し、致国の権益を吸収して、伝来の所領を支配するに至ったと考えられる。